# August Kargl
August Kargl (* 25. April 1898 in Langenlois; † 6. Jänner 1960 in Sanremo) war ein österreichischer Baumeister und Politiker (CS/ÖVP). Kargl war Abgeordneter zum Landtag von Niederösterreich sowie Landesrat und von 1945 bis 1960 Landeshauptmannstellvertreter in der Niederösterreichischen Landesregierung.

## Leben
Kargl besuchte nach der Volksschule die Realschule Waidhofen an der Thaya, bevor er die Staatsgewerbeschule in Wien absolvierte und die Standesbezeichnung Ingenieur erhielt. Er leistete zwischen 1916 und 1921 den Militärdienst, zuletzt als Leutnant, ab, wobei er in italienische Kriegsgefangenschaft geriet und 1922 entlassen wurde. Nach der Ablegung der Baumeisterprüfung übernahm er den väterlichen Betrieb und war ab 1924 Mitglied des Gemeinderats von Langenlois und gehörte vom 22. November 1934 und dem 6. Juli 1937 dem Ständischen Landtag von Niederösterreich an. Kargl wechselte am 6. Juli 1937 als Landesrat in die Landesregierung, der er bis zur Machtübernahme der Nationalsozialisten angehörte. Die Nationalsozialisten verhafteten Kargl und verschleppten ihn 1938 in das KZ Dachau. Danach wurde Kargl von 1939 bis 1941 zum Militärdienst eingezogen, 1944 wurde er erneut verhaftet.

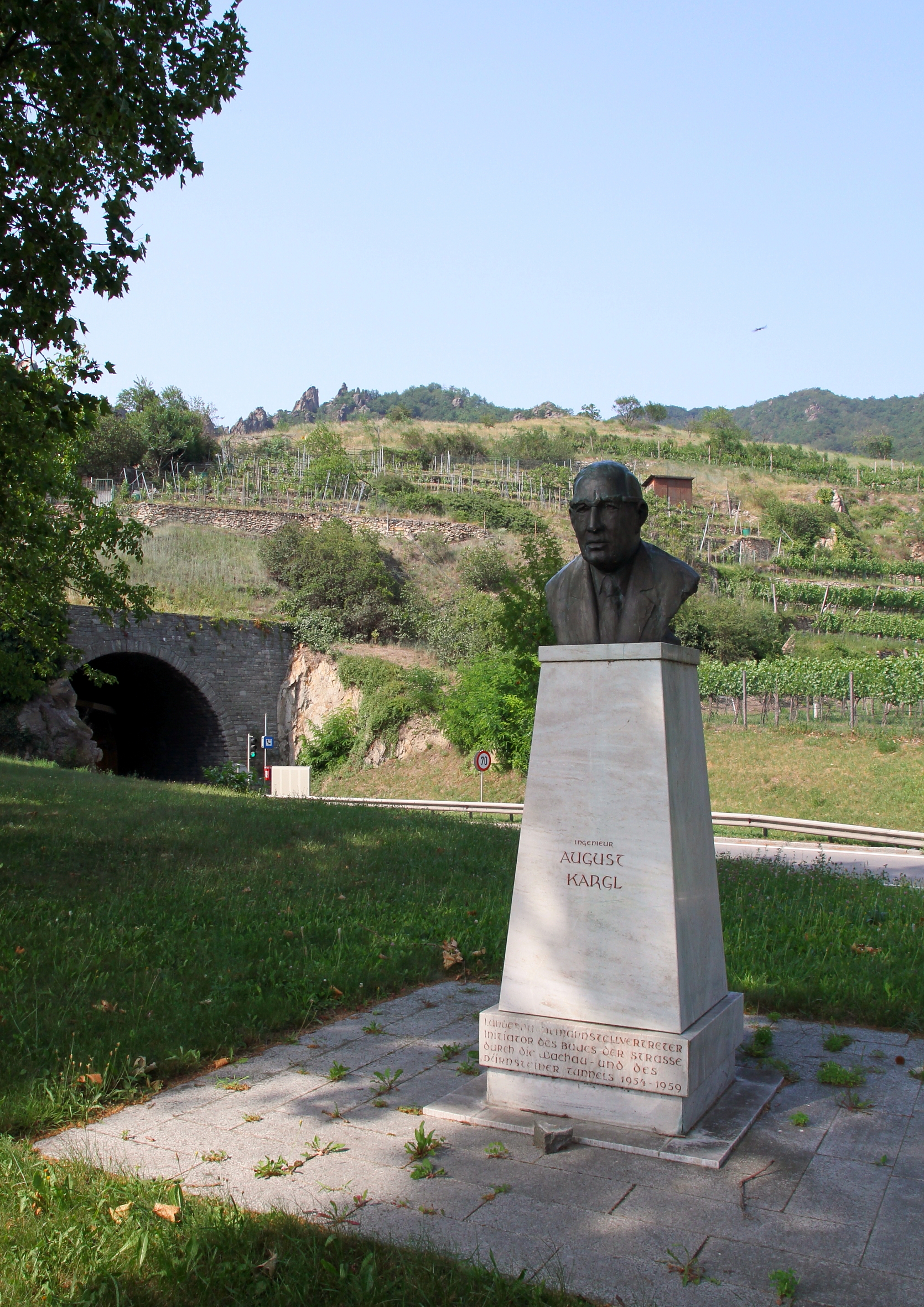
Denkmal nächst südöstlichem Portal des Dürnsteiner Tunnels

Zwischen Juli 1944 und Mai 1945 wurden in der Ziegelei von August Kargl ungarische Juden, darunter auch Frauen, als Zwangsarbeiter eingesetzt. Sie wurden am 5. Mai 1945 unter maßgeblicher Hilfestellung von Kargl befreit und vor der Deportation gerettet.
Nach dem Zweiten Weltkrieg war Kargl vom 17. Juli 1945 bis zum 12. Dezember 1945 Mitglied des Provisorischen Landesausschusses; er wurde am 12. Dezember 1945 zum Abgeordneten zum Landtag und Landeshauptmannstellvertreter gewählt. In beiden Funktionen war er bis zum 6. Jänner 1960 aktiv. Zudem hatte Kargl zwischen 1946 und 1954 die Funktion des Präsidenten der Handelskammer Niederösterreich inne.
Kargl erlag am 6. Jänner 1960 während eines Urlaubs in San Remo einem Herzinfarkt.

## Ehrungen
- 1958: Großkreuz des Päpstlichen Ritterordens des heiligen Gregors des Großen.[4]
- Verleihung des Berufstitels Kommerzialrat.
- Denkmal in Dürnstein mit der Inschrift: „Initiator des Baues der Strasse durch die Wachau - und des Dürnsteiner Tunnels 1954 – 1959“.
- August Kargl-Straße ⊙ in Langenlois